# The Best Little Whorehouse in Texas (musical)
The Best Little Whorehouse in Texas és un musical amb un llibret de Larry L. King i Peter Masterson i música i lletres de Carol Hall. Es basa en una història de King que es va inspirar en la vida real Chicken Ranch de La Grange, Texas.

## Historial de producció
The Best Little Whorehouse in Texas va estrenar-se a Broadway al 46th Street Theatre el 19 de juny de 1978 i va tenir 1.584 representacions. La producció va ser dirigida per Peter Masterson i Tommy Tune i coreografiada per Tune i Thommie Walsh. El repartiment inicial incloïa Carlin Glynn, Henderson Forsythe, Jay Garner, Joan Ellis, Delores Hall, i Pamela Blair. Glynn va ser substituït per Fannie Flagg i Anita Morris més tard. Alexis Smith va actuar com Miss Mona en la primera gira nacional dels Estats Units, de setembre de 1979 a febrer de, amb parades a les principals ciutats de Boston a Los Angeles.
La producció de Sydney es va obrir al teatre de Her Majesty el 13 de setembre de 1980. Produïda per JC Williamson Ltd, va protagonitzar Lorraine Bayly com Miss Mona i Alfred Sandor com Sherriff Ed Earl Dodd, amb Mona Richardson com a Jewel, Judi Connelli com a Doatsy Mae i Peter Whitford com al governador.
La producció del West End es va estrenar al Theatre Royal, Drury Lane el 26 de febrer de 1981. Produïda per Bernard Delfont, va protagonitzar-la de nou Carlin Glynn i Henderson Forsythe, amb Miquel Brown com a Jewel i Betsy Brantley com a Angel. Incloïa Sally Ann Triplett i Robert Meadmore i va durar 204 representacions.
En el que es va descriure com "un compromís de retorn", l'espectacle es va obrir a Broadway al Eugene O'Neill Theatre el 31 de maig de 1982 i es va tancar el 24 de juliol de 1982, després de nou prèvies i 63 representacions. El repartiment va comptar amb Carlin Glynn i Delores Hall.
El 1994 es va representar Broadway una seqüela de curta durada titulada The Best Little Whorehouse Goes Public
"The Aggie Song" es va representar l'emissió dels premis Tony, però va ser fortament censurada a causa de la naturalesa de les lletres i les coreografies.
Una gira nacional als Estats Units protagonitzada per Ann-Margret es va obrir el 14 de febrer de 2001.
El 16 d'octubre de 2006 es va celebrar un concert benèfic per beneficiar l'Actor's Fund. El concert va ser dirigit per Mark S. Hoebee i coreografiat per Denis Jones. El repartiment incloïa Terrence Mann (com el sheriff Ed Earl Dodd), Emily Skinner, i Jennifer Hudson.

## Sinopsi
És a finals de la dècada de 1970, i un prostíbul funciona des de fa més d'un segle als afores del fictici Gilbert (Texas) (que substitueix el lloc real de La Grange). Està sota la propietat de la senyoreta Mona Stangley, que l'ha deixat el propietari original. Mentre cuida de les seves noies, també manté bones relacions amb el sheriff local, Ed Earl Dodd. Quan el reporter de televisió Melvin P. Thorpe (basat en la personalitat de la vida real de Houston, Marvin Zindler), decideix fer de l'activitat il·legal un problema, les ramificacions polítiques fan que es tanqui el lloc.

## Cançons
| Acte I - "Prologue" – The Rio Grande Band Leader i the Rio Grande Band - "20 Fans" – Companyia - "A Lil' Ole Bitty Pissant Country Place" – Mona Stangley i les Noies - "Girl, You're a Woman" – Mona Stangley, Shy, Jewel i les Noies - "Watch Dog Theme" – The Dogettes - "Texas Has a Whorehouse in It" – Melvin P. Thorpe, the Thorpe Singers i the Dogettes - "Twenty Four Hours of Lovin'" – Jewel i les Noies - "Watch Dog Theme" (Reprise) – The Dogettes - "Texas Has a Whorehouse in It" (Reprise) – Melvin P. Thorpe i the Dogettes - "Doatsy Mae" – Doatsy Mae - "Angelette March" – Angelette Imogene Charlene i the Angelettes - "The Aggie Song" – The Aggies - "The Bus from Amarillo" – Mona Stangley | Acte II - "The Sidestep" – The Governor of Texas & Companyia - "No Lies" – Mona Stangley, Jewel i les Noies - "Good Old Girl" – Sheriff Ed Earl Dodd i the Aggies - "Hard Candy Christmas" – Les Noies - "Finale" – Companyia |

## Premis i nominacions

### Producció original de Broadway
| Year | Award               | Category                                         | Nominee                         | Result    |
| ---- | ------------------- | ------------------------------------------------ | ------------------------------- | --------- |
| 1979 | Premi Tony          | Millor musical                                   | Millor musical                  | Nominat   |
| 1979 | Premi Tony          | Millor llibret                                   | Larry L. King i Peter Masterson | Nominat   |
| 1979 | Premi Tony          | Millor actor de repartiment de musical           | Henderson Forsythe              | Guanyador |
| 1979 | Premi Tony          | Millor actriu de repartiment de musical          | Carlin Glynn                    | Guanyador |
| 1979 | Premi Tony          | Millor actriu de repartiment de musical          | Joan Ellis                      | Nominat   |
| 1979 | Premi Tony          | Millor direcció de musical                       | Peter Masterson i Tommy Tune    | Nominat   |
| 1979 | Premi Tony          | Millor coreografia                               | Tommy Tune i Thommie Walsh      | Nominat   |
| 1979 | Premi Drama Desk    | Musical més destacat                             | Musical més destacat            | Nominat   |
| 1979 | Premi Drama Desk    | Actor més destacat a un musical                  | Henderson Forsythe              | Nominat   |
| 1979 | Premi Drama Desk    | Actriu més destacada a un musical                | Carlin Glynn                    | Nominat   |
| 1979 | Premi Drama Desk    | Actriu de repartiment més destacada a un musical | Pamela Blair                    | Nominat   |
| 1979 | Premi Drama Desk    | Director de musical més destacat                 | Peter Masterson i Tommy Tune    | Guanyador |
| 1979 | Premi Drama Desk    | Coreografia més destacada                        | Tommy Tune i Thommie Walsh      | Nominat   |
| 1979 | Premi Drama Desk    | Lletres més destacada                            | Carol Hall                      | Guanyador |
| 1979 | Premi Drama Desk    | Músca més destacada                              | Carol Hall                      | Guanyador |
| 1979 | Premi Theatre World | Premi Theatre World                              | Carlin Glynn                    | Guanyador |

## Discografia
- The Best Little Whorehouse in Texas: original cast. Audio CD. MCA, 1997. MCAD-11683; MCA-3049.
- Best Little Whorehouse in Texas: New cast recording. Audio CD. Fynsworth Alley/Varèse Sarabande, 2001. 302 062 117 2.